# Parafia Zmartwychwstania Pańskiego w Mirczu
Parafia Zmartwychwstania Pańskiego w Mirczu – parafia należąca do dekanatu Hrubieszów-Południe diecezji zamojsko-lubaczowskiej. Została utworzona w 1919. Mieści się przy ulicy Hrubieszowskiej. Prowadzą ją księża diecezjalni.

## Proboszczowie
- ks. Adolf Neteczyński, ur. w 1879,  od 1919 do 1920.
- ks. Józef Dąbski, ur. (brak danych),  od 1921 do 1928.
- ks. Andrzej Marusa, ur. 1896,  od 1928 do 1930.
- ks. Jan Mazur, ur. 1897,  od 1930 do 1931.
- ks. Marian Władysław Dąbski, ur. 1896,  od 1931
- ks. Franciszek Gzik, ur. 1914,  od ?
- ks. Zdzisław Witkiewicz, ur. 1913,  od
- ks. Mieczysław Jachymek, ur. 1914,  od do 1975
- ks. Stanisław Witek, ur. 1933,  od  1975 do 1983
- ks. Lucjan Szymanek, ur. 1939,  od 1983 do 1986
- ks. Józef Struski, ur. 1937,  od 1986 do 1988
- ks. Leszek Pankowski, ur. 1947,  od  1988 do 1994.
- ks. Marian Oszust, ur. 1957,  od 1994 do 23.06.2008.
- ks. Mieczysław Filip,  od 23.06.2008.
- ks. Marcin Zaburko, ur. 11.03.1975,  od 2013 do 30.04.2014.
- ks.Tomasz Giergiel,  od 2014.

Do parafii należą wierni z następujących miejscowości: Ameryka, Andrzejówka, Anusin, Borsuk, Dąbrowa, Łasków, Marysin, Miętkie, Mircze, Modryń, Modryń-Kolonia, Modryniec, Modryniec-Kolonia, Rulikówka, Smoligów.

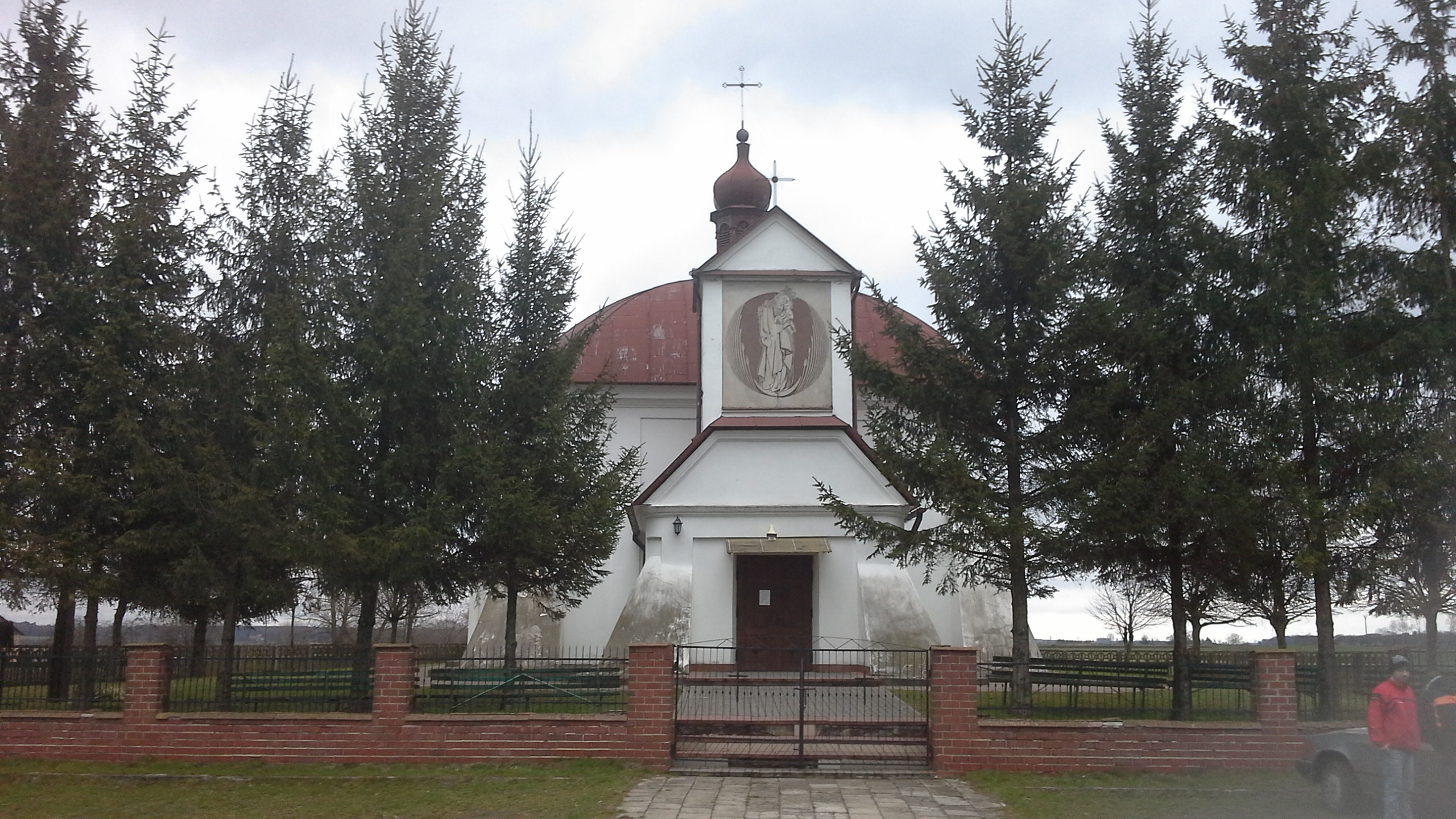
Kościół filialny w Modryniu
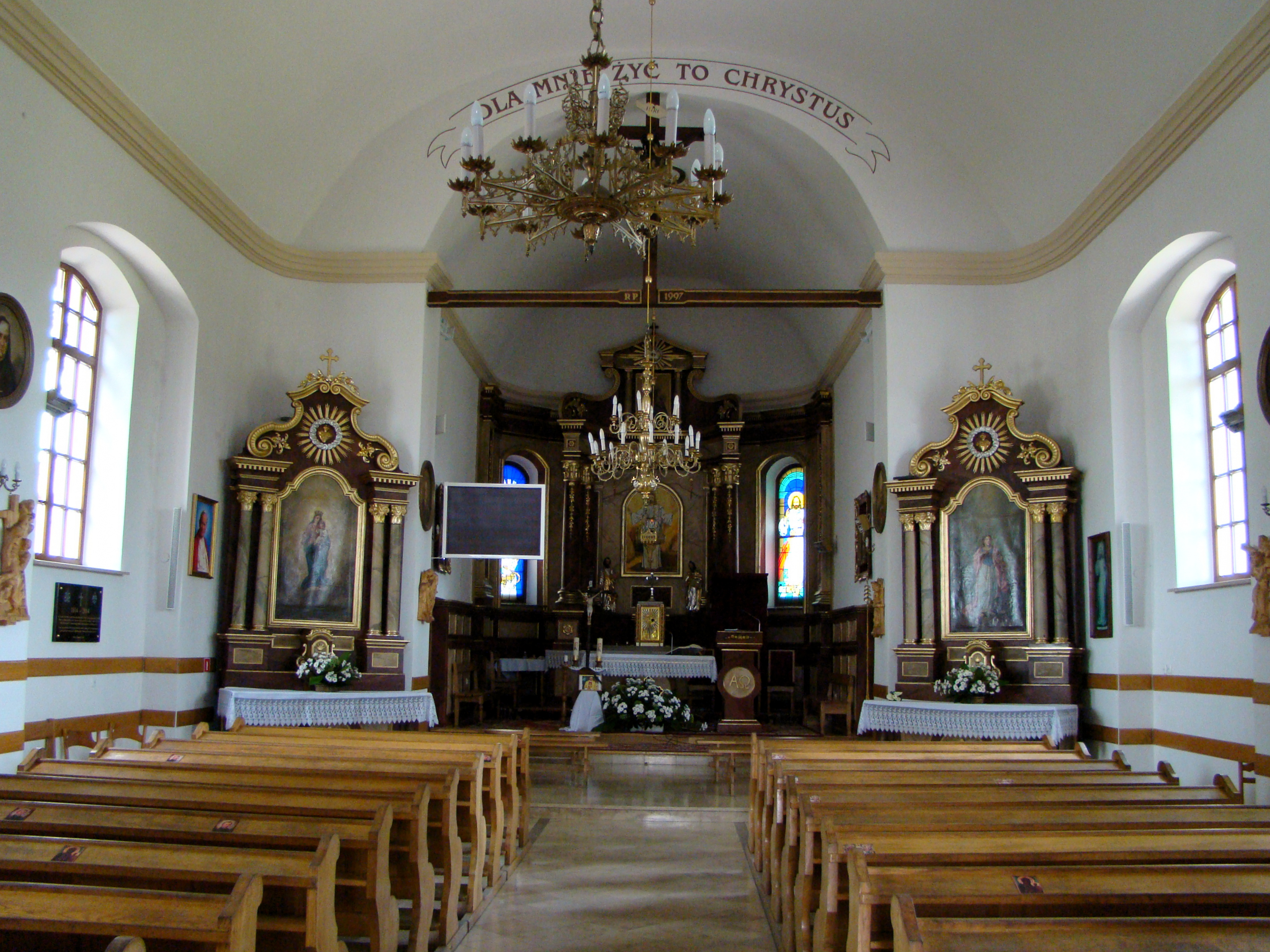
Wnętrze kościoła parafialnego w Mirczu